# Deportivo Merlo

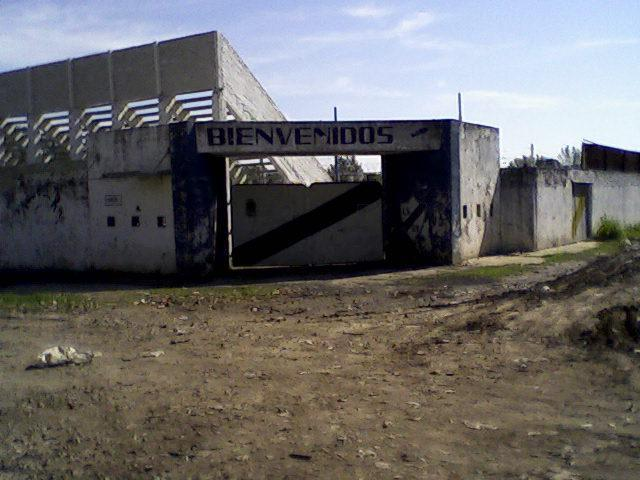
Estadio José Manuel Moreno, Parque San Martín, Merlo

Club Social y Deportivo Merlo jest argentyńskim klubem piłkarskim z siedzibą w mieście Merlo będącym częścią zespołu miejskiego Buenos Aires.

## Osiągnięcia
Mistrz czwartej ligi (Primera C Metropolitana) (2): 1999/2000, 2005/2006.

## Historia
Klub założony został 8 października 1954 roku pod nazwą 9 de Julio. W roku 1956 klub przystąpił do piłkarskiego związku narodowego AFA i rozpoczął grę w piątej lidze (Primera D). W 1968 roku klub przyjął obecną nazwę - Club Social y Deportivo Merlo. W roku 1969 oddany został do użytku stadion klubu Estadio José Manuel Moreno, mający pojemność 6500 widzów. Obecnie klub gra jako beniaminek w trzeciej lidze argentyńskiej Primera B Metropolitana.